# Trancault
Trancault é uma comuna francesa na região administrativa de Grande Leste, no departamento de Aube. Estende-se por uma área de 26,8 km². Em 2010 a comuna tinha 188 habitantes (densidade: 7 hab./km²).